# Le Daim
Le Daim és una pel·lícula francesa de comèdia negra del 2019 escrita i dirigida per Quentin Dupieux. És protagonitzada per Jean Dujardin i Adèle Haenel. A la pel·lícula, Georges (Dujardin) es torna obsessiu després de comprar una jaqueta de pell de cérvol amb serrells.
Es va estrenar al 72è Festival Internacional de Cinema de Canes a la secció Quinzena de Cineastes el 15 de maig de 2019. Va ser estrenat a França el 19 de juny de 2019 per Diaphana Distribution.

## Argument
Georges, de 44 anys, compra una jaqueta de moto de pell de cérvol amb serrells vintage per 7.500 € a un home gran que viu al camp. El venedor també li regala una càmera de vídeo digital gairebé nova sense demanar-ho, que per a Georges no té cap utilitat.
Després de comprar la jaqueta, en Georges es registra en un petit hotel d'un poble proper a la muntanya. Després d'haver gastat tots els seus diners en la jaqueta, deixa el seu anell de noces com a garantia a la recepcionista. Coneix una cambrera local, una jove anomenada Denise, i diu que és un cineasta a la ciutat en un rodatge. La Denise és una editora amateur i s'interessa.
Georges utilitza la càmera de vídeo digital per filmar la jaqueta i fa creure que la jaqueta és sensible. La conversa va passant de bastant normal a una mica esgarrifosa. Té una afirmació ambigua "Fem equip. Però us adverteixo que sóc el responsable", que no és clar si se suposa que és de Georges o de la jaqueta. Georges no esmenta explícitament la jaqueta en aquesta conversa i, a part del coneixement de l'espectador, tot el que va dir podria haver estat equivocat per referir-se a la càmera de vídeo digital.
L'endemà, Georges intenta fer servir un caixer automàtic, que no funciona. Llavors comença a menjar d'una paperera, mentre un nen mut mira, tot i que encara no ha consultat amb el banc. Aleshores, Georges va al banc i descobreix que la seva dona separada li ha congelat el compte bancari. Comença a sentir la seva jaqueta parlar-li, dient-li que somia amb ser l'única jaqueta del món. Un suïcidi convenient fa que Georges pugui quedar-se a l'hotel i guanyar-se un barret de pell de cérvol. Georges continua muntant gradualment un vestuari de pell de cérvol al llarg de la pel·lícula.
Georges convenç a la Denise de començar a finançar la seva pel·lícula, que editarà. Utilitza els diners per pagar a una sèrie de gent del poble perquè aparegui a la pel·lícula renunciant a les seves jaquetes, que després roba. Un nen mut el mira en diverses ocasions, i Georges finalment li llança un maó.
Georges va muntar lentament un vestit complet de pell de cérvol mentre continuava filmant les escenes. Quan un subjecte es nega a lliurar-li la jaqueta pel fred, sembla que Georges el mata, però la conversa amb Georges i la jaqueta implica que encara no ha matat ningú. A la conversa, la jaqueta només elogia el treball de la càmera, només canvia per fomentar l'assassinat després que Georges digui que creu que vol que ho faci. Poc després, amb la idea de la jaqueta, Georges trenca una pala del ventilador de sostre de l'habitació de l'hotel i l'afila com a arma amb el seu cotxe. Llavors va a una matança, que filma totalment.
Quan en Georges està dormint, la jaqueta diu "Georges" una vegada i una altra, com si intentés despertar-lo o comprovar que està adormit. L'espectador amb prou feines pot escoltar Georges respirant tranquil·lament durant el son, ja que la veu sempre ha utilitzat la boca de Georges per parlar. Aleshores, Georges aconsegueix que les jaquetes de les víctimes enterrades amb l'ajuda d'una excavadora i un operador d'excavadora. La filmació acurada fa que la jaqueta de l'operador de l'excavadora no estigui enquadrada durant la major part de la gravació de la càmera.
George mata l'operador de l'excavadora per la seva jaqueta. Georges utilitza les seves mans nues per omplir el forat en lloc d'aconseguir una pala.
Denise, emocionada pel nou metratge, s'ofereix a produir la pel·lícula i utilitzar part de la seva herència convenientment programada per acabar-la. També revela que sabia que Georges era un frau des que es van conèixer. Després de comprar-li un parell de guants de pell de cérvol, el filma empolainant-se amb el seu vestit complet en un turó al costat de la carretera. Des de l'altra banda del turó, el pare del nen mut dispara de sobte en Georges al cap amb un rifle de caça. La Denise segueix filmant mentre treu la jaqueta del cadàver de Georges i li dóna.
En una escena dels crèdits, Georges es filma amb la seva jaqueta mentre s'acosta a un ramat de cérvols. Tot i que en Georges no pot veure la imatge a la càmera de vídeo digital, s'apropa dues vegades.

## Repartiment
- Jean Dujardin com a Georges
- Adèle Haenel com a Denise
- Albert Delpy com a Monsieur B.
- Pierre Gommé com a Nicolas
- Marie Bunel com a Kylie
- Coralie Russer com a Vic
- Laurent Nicolas com a Norbert
- Youssef Hajdi com a Olaf
- Julia Faure com a Jeanne
- Thomas Blanchard com a Michael
- Tom Hudson com a Yann
- Stéphane Jobert com Adrien
- Franck Lebreton com a David
- Panayotis Pascot com a Johnny
- Maryne Cayon com a Zita

## Producció
El març de 2018, es va anunciar que Jean Dujardin s'havia unit al repartiment de la pel·lícula, amb Quentin Dupieux dirigint a partir d'un guió que va escriure . El rodatge va començar el mateix mes a Sarrança als Pirineus Atlàntics. També es va rodar a la Vall d'Aspa i les regions circumdants.

## Estrena
Es va estrenar al 72è Festival Internacional de Cinema de Canes el 15 de maig de 2019 a la secció Quinzena de Cineastes. Va ser llançada a França el 19 de juny 2019 per Diaphana Distribution. Va sortir a la pantalla al Festival Internacional de Cinema de Toronto el 12 de setembre de 2019. Abans, Greenwich Entertainment i Picturehouse Entertainment van adquirir els drets de distribució de la pel·lícula als Estats Units i al Regne Unit. També es va projectar a l'AFI Fest el 16 Novembre 2019..
Estava programat per al llançament als Estats Units el 20 de març de 2020. Tanmateix, es va retirar de la programació a causa de la pandèmia per COVID-19. Està programat que sortís al Regne Unit el 16 de juliol de 2021.
Le Daim es va llançar a França a Blu-ray, DVD i VOD el 5 de novembre de 2019.

## Recepció crítica
Le Daim té una puntuació d'aprovació del 89 % a l'agregador de ressenyes Rotten Tomatoes, basada en 122 ressenyes, amb una mitjana de 7.2/10. El consens crític del lloc web diu: "Liderat per una actuació agosarada de Jean Dujardin, Le Daim troba l'escriptor i director Quentin Dupieux treballant d'una manera més accessible, però encara distintiva." A Metacritic, la pel·lícula té una puntuació de 65 sobre 100, basada en 18 crítics, que indica "crítiques generalment favorables".